# جان كلود غارد
جان كلود غارد (بالفرنسية: Jean-Claude Garde)‏ ولد بتاريخ 12 سبتمبر 1960 في فرنسا، هو دراج فرنسي سابق.

## روابط خارجية
- جان كلود غارد على موقع أرشيف الدراجات (الإنجليزية)
- جان كلود غارد على موقع إحصائيات الدراجات الإحترافية (الإنجليزية)